# Jean Berthet
Pour les articles homonymes, voir Berthet.
Ne pas confondre avec Jean Barthet, modiste français.
Jean Berthet est un poète français, né le 12 avril 1911 à Rouen et mort le 17 juin 2002 à Clichy. Il reçoit de l’Académie française le prix Maïse-Ploquin-Caunan en 1987 et le prix Heredia ainsi que le grand prix de la Société des poètes français en 1994 pour l'ensemble de son œuvre. Il écrit sous de nombreux pseudonymes, dont Jean Chicaille (d'un personnage de Paul-Jean Toulet, qui francisait ainsi un nom chinois), Jean Derouen, Jean de La Rivière, José Sansonnet, J.-J. Dupont-Durand.

## Œuvre poétique
- Les vacances d'Apollon (1939)

- Prix Paul-Hervieu de l’Académie française en 1942
- Primes rimes (1941)
- Testamenteries (1949)

- Prix Gérard de Nerval
- Vers de bohême (1949)
- Les filles de corbas (1950)
- Poèmes de poche (1956)
- Paroles sans romances, Paris, les Cahiers du mouton bleu, (1957), préface de Francis Carco

- Prix Henry-Jousselin de l’Académie française en 1966
- Ephémérides (1960) - Dessin de l'auteur par Jean Cocteau
- Psaumes païens, Paris, le Mouton bleu, 1964

- Prix Henry-Jousselin de l’Académie française en 1966
- Poésiépures (1968)
- 444 (1970) - Préface de Marcel Achard

- Grand Prix de la maison de Poésie - Prix Archon-Despérouses de l’Académie française en 1971
- Périparaphrases (1971) - Prix Paul-Jean Toulet
- Deux cent vingt-deux quatrains presque moraux, 1972

- Prix Véga-et-Lods-de-Wegmann de l’Académie française en 1973
- L'éternel instant (1976)
- Une éphémère éternité (1976)

- Prix Pascal-Forthuny de l’Académie française en 1977
- Poèmes incomplets (1979) - Préface de Jean Guitton
- Epenthétiques (1986)
- Apostilles (1987) - Préface d'Antoine Blondin
- La Nuit de Juin (1987)
- Trèfles à quatre feuilles (1990)
- Poèmes en verre, Paris, Les Cahiers du Mouton bleu (1992) - Couverture de Guillaume Monin
- Proverbiales (1993)
- Une autre vie (1996)
- Epinglettes (1998)

## Pour approfondir